# Emanuele Krakamp
Emanuele Krakamp (Palermo, 3 of 13 februari 1813 – Napels, november 1883) was een Italiaans fluitist, componist en politiek activist.

## Leven
Krakamp werd geboren in Palermo als zoon van Francesco en Nunzia Patti. Zijn geboortedatum is 3 februari of 13 februari 1813. Emanuele Krakamp kreeg zijn eerste muzieklessen in Messina van zijn vader Francesco (1788-1828), die hoofd was van de militaire muziek in Messina en eerste fluitist in het stedelijke Teatro della Munizione van 1821 tot 1830. Krakamp maakte snel carrière als solist en orkestfluitist. In het seizoen 1830-1831 volgde hij zijn vader op als eerste fluitist van het Teatro della Munizione. In 1832 trouwde Krakamp in Messina met Anna Maria Marchese. Het jaar erop werd hun zoon Francesco geboren. Hij ondernam daarna diverse tournees in Italië en het buitenland. Hij zou ook enkele jaren in het buitenland blijven, tot hij zich in 1841 in Napels vestigde. Aldaar benoemde Saverio Mercadante, directeur van het Conservatorium San Pietro a Majella hem tot “inspecteur’’ van de externe klassen en van het conservatorium zelf. Hij kreeg ook de eretitel van eerste fluitist van de Graaf van Syracuse.
In 1848 nam hij deel aan de liberale beweging in Napels. Na de mislukking ervan moest hij de stad verlaten. Hij maakte daarop concertreizen naar de belangrijkste steden van Europa, maar ook naar Alexandrië en Caïro in Egypte en Tunesië. In Tunesië werd hij onderscheiden in de Orde van Nishan. Hij onderbrak de concerten in 1849 om hoofd-muziek te worden van het leger van de Romeinse Republiek. Hij was betrokken bij de strijd tegen het leger van de Bourbons bij Velletri en in Rome tegen het Franse leger.
In 1860 keert Krakamp definitief terug in Napels. Hij werd benoemd tot docent voor de blazers. Hij ontplooide daarnaast verschillende initiatieven. In 1862 richtte hij de Società del Quartetto op, met de bedoeling de Napolitanen kennis te laten maken met virtuoze musici uit die tijd en met nieuwe muziek uit binnen- en buitenland, zoals Mozart, Beethoven, Schubert, Spohr, Meyerbeer, naast bijvoorbeeld Bottesini en Krakamp zelf. In hetzelfde jaar startte hij een compositieconcours voor salonmuziek. In 1863 publiceerde hij in Napels het Progetto per la riorganizzazione delle musiche militari del Regno d'Italia (Project voor de reorganisatie van de militaire muziek in Italië), dat ook buiten de landsgrenzen belangstelling wekte. In 1864 richtte hij een naamloze vennootschap op met als doel de verspreiding van muziek. In 1865 stichtte hij een theateragentschap naar buitenlands model. In 1866 was hij oprichter van en uitgeversvereniging met als doel verspreiding van nieuwe lesmethodes voor blaasinstrumenten.
Hij bleef intussen veelvuldig optreden, bijvoorbeeld tijdens de matinees van de Società del quartetto en in privéconcerten bij lokale aristocraten. In 1874 stapt hij over van de leerstoel blaasinstrumenten naar die van solfège. Twee jaar later wordt hij docent dwarsfluit bij de Real Albergo dei Poveri, nadat hij nauwkeurig verslag had gedaan over de staat van de instelling en nadat hij een nieuwe regeling voor het werven van personeel had ingevoerd. Hij bleef veel componeren, met name salonmuziek, en hij schreef een nieuwe methode voor de Böhmfluit. Tijdens de laatste jaren van zijn leven kon hij vanwege doof- en blindheid niet meer werken. Hij kon in dienst blijven bij de Real Albergo dei Poveri, bovendien konden hij en zijn gezin er gratis wonen. Hij hertrouwde en op zijn 65e kreeg hij nog een kind. Hij stierf in Napels in november 1883.
Al eerbetoon aan Krakamp heeft het Italiaanse concours voor fluitisten in Benevento zijn naam gekregen: Concorso nazionale di flauto “Emanuele Krakamp”.

## Krakamp en de Böhmfluit
Krakamp was in 1847 een van de allereerste fluitisten die de Böhmfluit omarmde. Krakamp werd pleitbezorger voor dit nieuwe instrument (in tegenstelling tot bijvoorbeeld Giulio Briccialdi, vanwege de gelijkmatiger klankkwaliteit in de verschillende registeres en het grotere gemak in chromatische passages. In 1854 verscheen van zijn hand, uitgegeven door Ricordi, zijn nieuwe methode voor de Böhmfluit: “Metodo per il flauto cilindrico alla Boehm”. Deze method werd al snel ingevoerd op de Italiaanse conservatoria. Dit werk heeft ook veel betekenis omdat het een van de eerste niet-Franse fluitmethodes was. Krakamps methode staat in de Italiaanse muziektraditie waarbij de opera een belangrijke rol speelt.
Hij schreef ook methodes en etudes voor trombone, klarinet en fagot.

## Composities
Krakamp componeerde ongeveer 300 werken, vooral muziek voor dwarsfluit en vooral salonmuziek. Sommige stukken bundelde hij in thematische albums, zoals Un'estate all'Ardenza, Un inverno a Parigi en Bouquet musical. Een aantal werken zijn feestelijk en/of patriottisch van aard, zoals Il carnevale di Messina (op. 91), Ricordo dell'ingresso di Garibaldi a Napoli il 17 sett. 1860, en l'Elegia funebre alla infelice memoria dei XXV mila messinesi… (op. 140).
Zijn composities werden vooral uitgegeven door Ricordi in Milaan en door Girard in Parijs. Maurizio Bignardelli schreef een catalogus van zijn werken (1991).

### Werken voor orkest

#### Concerten voor dwarsfluit en orkest
- Fantasia pastorale
- Gran Fantasia op Guglielmo Tell van Gioacchino Rossini, Op.184
- Souvenir du casino, varation pour flûte sur l'air de la crinoline

### Werken voor banda (harmonieorkest)
- 1873 L'Esposizione Internationale Marittima del 1871 in Napoli
- 1873 Marcia per la Guardia Nazionale il 4 giugno, Festa dello statuto
- 1877 Sapri, mars - opgedragen aan Giovanni Nicotera
- Gran Fantasia da Concerto per Flauto con accompagnamento di Musica Militare sull'antica aria napoletana "Luisella"

### Vocale muziek en diversen
- Inno a Roma, voor stem en piano
- A te Adelaide Cairoli, voor stem en piano
- La notte, terzet voor stemmen en piano

### Kamermuziek

#### Fluit solo
- 20 thema’s met variaties voor fluit solo, op. 33
- 6 solo’s op cantilene aggraziate, op. 75
- 5 fantasies variées, voor fluit solo

#### 2 fluiten
- Drie grandi duetti, op. 154
- 2 Pot-pourri's op de opera La forza del destino van Verdi
- 3 dueten op thema’s uit opera’s van Verdi
  - Rigoletto, op. 122
  - I Lombardi, op. 124
  - La forza del destino, op. 124

#### Fluit en piano
- Fantasia-Capriccio, op. 11
- 2 divertimento’s op thema’s uit Maria Padilla, opera van Donizetti, op. 36-38
- 2 fantasieën op opera’s Donizetti, op. 43
- Duo concertante op motieven uit de opera Les Huguenots, naar het duo voor viool en piano van Sigismond Thalberg, op. 45
- Souvenir des duos Walkiers, op. 49
- 2 fantasieën op de opera Don Pasquale van Gaetano Donizetti en de opera Beatrice di Tenda van Vincenzo Bellini, op. 49bis
- Gran Fantasia op de etude in a mineur van Sigismond Thalberg, op. 51
- Pot-pourri op de opera Leonora van Saverio Mercadante, op. 52
- 2 capricci-fantasie op de opera's I due Foscari en Ernani van Giuseppe Verdi, op. 55
- Tweede Gran fantasia op het Napolitaanse lied Luisella, opgedragen aan Giuseppe Rabboni, 1e fluitist van het Teatro alla Scala, op. 63
- Momento d’ozio. Scherzo op de vrouwenkoren uit de opera Stella di Napoli van Giovanni Pacini, op. 64
- La Bizzarria, divertimento op de Cavatina uit de opera Orazie e Curiazi van Saverio Mercadante, op. 65
- Aria dalla Battaglia di Legnano, op. 66
- Angiolina, polka, op. 67
- Gran Fantasia op de opera Norma van Vincenzo Bellini, op. 68
- Vijfde fantasie op de opera Lucia di Lammermoor van Gaetano Donizetti, op. 69
- Zesde fantasie op de opera La Sonnambula van Vincenzo Bellini, op. 70
- Thema en variaties op Canto Greco van de beroemde klarinettist Ernesto Cavallini, op. 71
- 4 originele composities: Melodia di Dohler, Romanza-L’Amore, Il Maniaco, Souvenir di Napoli, op. 71/74
- Alla finestra affaciati, op. 77
- Un momento di entusiasmo op een thema van Carl Maria von Weber, op. 79
- Mira o Norma, op. 80
- Reminescenze dall’Ambassadrise di Auber, op. 81
- Melange op de opera Mazeppa van Fabio Campana, op. 87
- 10 stukken Un inverno a Parigi, op. 91-100
- 10 stukken Un’estate all’Ardenza, op. 107
- Wals La carezza, op. 118
- 2 estratti (uittreksels) uit de opera Rigoletto van Giuseppe Verdi, op. 120-121
- 12 capriccio's, op. 123-134
- Alla memoria di Giulio Ricordi, op. 137
- Introductie, thema, variaties en finale op het venetiaanse lied Oh cara mamma mia, ofwel il Carnevale di Venezia, op. 137bis
- Elegia alla infelice memoria dei 25000 messinesi morti di colera, op. 140
- Semain rossinienne - Fantasie op de opera Il Barbiere di Siviglia van Gioacchino Rossini, op. 157
- Melodia met piano, op. 169
- Addio all’Italia, op. 170
- Le regret, op. 174
- Bouquet musical, album, op. 190
- Pochi momenti d’ozio a Margellina, op. 196
- Quattro stelle verdiane, op. 234
- La triade verdiana - Fantasie op de opera La traviata van Giuseppe Verdi, Op.248
- Ricordo dell’ingresso di Garibaldi a Napoli il 17 settembre 1860
- Elegia, op. 257
- Album teatrale, op. 261
- Introductie, allegro en finale
- Ricordo sull’Egitto, fantasie op arabische motieven
- I cacciatori delle Alpi
- All’armi, volkslied
- Il carnevale del 1864

#### Meerdere fluiten en piano
- Duet op de opera Roberto Devereux van Gaetano Donizetti, op. 78
- La serenata, un inverno a Parigi, voor 2 fluiten en piano, op. 99
- Polka-falco ossia Corsa sul Lario, voor 2 fluiten en piano, op. 117
- Il maestro e gli allievi, scherzo, voor 3 fluiten en piano, op. 100

Composities voor cello en piano

### Werken voor piano
- Elena, polka voor pianoforte quatre mains
- Garibaldi, marcia funebre, voor piano quatre mains

### Lesmethodes
- Metodo per il flauto cilindrico alla Boehm (Methode voor de cilindrische Böhmfluit), op. 37
- Corso completo di perfezionamento (Complete verbetercursus), op. 43
- 30 studi o esercizi giornalieri (30 dagelijkse etudes of oefeningen) voor fluit
- Metodo pratico (Praktische methode) voor klarinet
- Methode voor fagot
- Esercizi giornalieri (Dagelijkse oefeningen) voor fagot
- Gran metodo teorico pratico progressivo per tromba, cornetta a cilindro (in Sib) e per qualunque altro instrumento d'ottone, Napoli: T. Cottrau
- Methode voor trombone en euphonium, Napoli: T. Cottrau
- 2 methodes voor solfège
- Breve grammatica elementare di musica (Korte elementaire grammatica van de muziek)

## Publicaties
- Progetto per la riorganizzazione delle muiche militari del Regno d'Italia, Napoli: Tipografia di Luigi Gargiulo, 1863; riedito a cura di Maurizio Bignardelli, nella collana "Quaderni dell'Anbima-Roma", n. 1, Roma, Presidenza Nationale Anbima, 1988.
- L'insegnamento musicale all'intelligenza di tutti, ovvero metodo per la divisione del solfeggio suonato e cantato, Napoli,